# Digdoh
Digdoh è una suddivisione dell'India, classificata come census town, di 31.498 abitanti, situata nel distretto di Nagpur, nello stato federato del Maharashtra. In base al numero di abitanti la città rientra nella classe III (da 20.000 a 49.999 persone).

## Geografia fisica
La città è situata a 21° 07' 10 N e 79° 00' 57 E.

## Società

### Evoluzione demografica
Al censimento del 2001 la popolazione di Digdoh assommava a 31.498 persone, delle quali 17.605 maschi e 13.893 femmine. I bambini di età inferiore o uguale ai sei anni assommavano a 4.835, dei quali 2.503 maschi e 2.332 femmine. Infine, coloro che erano in grado di saper almeno leggere e scrivere erano 24.286, dei quali 14.406 maschi e 9.880 femmine.